# باغک (نیشابور)
باغَک محله‌ای مسیحی نشین در نیشابور قدیم بوده‌است که با حمله مغولان این محله کاملاً تخریب شد.امروزه اثری از این محله نمایان نیست .عده ای از پژوهشگران تاریخ نیشابور حدس زده‌اند که روستای مسیح آباد امروزی همان باغک است.